# Епископ бококоторски и дубровачки Кирило
Кирило (Митровић, Будва 6/19. март 1867 — Котор, 24. јул 1931) је био епископ Српске православне цркве.

## Световни живот
Епископ Кирило (Митровић) рођен је 19. марта 1867. у Будви. Основну школу је завршио у Будви, гимназију у Котору, богословију у Задру, а потомје студирао теологију у Черновцима.

## Монашки живот
Замонашен је 31. августа 1892. Рукоположен у чин ђакона 17. септембра 1892, а у чин јеромонаха 11. маја 1894.
Именован је за епископа захумско-рашког 27. маја 1908, декретом краља Николе.
Хиротонисан је за епископа 31. маја 1909. у Александро-невској лаври у Петрограду. За епископа бококоторског и дубровачког изабран је 7. новембра 1920.
Умро је у Котору 24. јула 1931. и сахрањен у манастиру Савини.